# Troglohyphantes pisidicus
Troglohyphantes pisidicus là một loài nhện trong họ Linyphiidae.
Loài này thuộc chi Troglohyphantes. Troglohyphantes pisidicus được Paolo Marcello Brignoli miêu tả năm 1971.